# Alberto Grassi
Alberto Grassi (ur. 7 marca 1995 w Brescii) – włoski piłkarz występujący na pozycji pomocnika we włoskim klubie Empoli. Wychowanek Atalanty BC.

## Statystyki kariery
(aktualne na dzień 17 lutego 2019)
| Klub               | Sezon              | Liga               | Liga  | Liga   | Puchar kraju | Puchar kraju | Europa | Europa | Suma  | Suma   |
| Klub               | Sezon              | Liga               | Mecze | Bramki | Mecze        | Bramki       | Mecze  | Bramki | Mecze | Bramki |
| ------------------ | ------------------ | ------------------ | ----- | ------ | ------------ | ------------ | ------ | ------ | ----- | ------ |
| Atalanta BC        | 2014/15            | Serie A            | 3     | 0      | 1            | 0            | –      | –      | 4     | 0      |
| Atalanta BC        | 2015/16            | Serie A            | 13    | 0      | 1            | 0            | –      | –      | 14    | 0      |
| SSC Napoli         | 2015/16            | Serie A            | 0     | 0      | 0            | 0            | 0      | 0      | 0     | 0      |
| SSC Napoli         | 2016/17            | Serie A            | 0     | 0      | 0            | 0            | 0      | 0      | 0     | 0      |
| Atalanta BC        | 2016/17            | Serie A            | 18    | 1      | 2            | 1            | –      | –      | 20    | 2      |
| SPAL               | 2017/18            | Serie A            | 28    | 3      | 0            | 0            | –      | –      | 28    | 3      |
| Parma              | 2018/19            | Serie A            | 6     | 0      | 0            | 0            | –      | –      | 6     | 0      |
| Ogólnie w karierze | Ogólnie w karierze | Ogólnie w karierze | 68    | 4      | 4            | 1            | 0      | 0      | 72    | 5      |